# Robert Beinlich
Robert Maria Theodor Beinlich (* 22. Jänner 1911 in Wien; † 1962) war ein österreichischer Fußballschiedsrichter.

## Sportlicher Werdegang
Beinlich war spätestens ab 1930 als Schiedsrichter tätig und etablierte sich im folgenden Jahrzehnt zu einem der führenden Schiedsrichter Österreichs, so dass er nach dem Anschluss Österreichs auch Partien im Rahmen der Endrunde zur Deutschen Meisterschaft sowie im Tschammer-Pokal leitete. Im Mai 1940 wurde er auf Vorschlag des zum Bereichsschiedsrichterobmann aufgerückten Josef Kastl dessen Nachfolger als Schiedsrichterobmann für das Reichsgau Niederdonau.
Rund um den Jahreswechsel 1940/41 benannte das Fachamt Fußball Beinlich neben den bereits Länderspiel-erfahrenen Peco Bauwens, Alois Beranek, Helmut Fink, Bruno Pfitzner und Egon Zacher sowie den Neulingen Albert Multer, Alois Pennig, Wilhelm Raspel, Fritz Rühle und Gerhard Schulz als einen von elf deutschen Schiedsrichter für mögliche Länderspieleinsätze an die FIFA. Im September 1941 übernahm Beinlich kurzfristig die Leitung des Endspiels um den Reichsbundpokalwettbewerb 1940/41, nachdem der eigentlich vorgesehene Fink für das Länderspiel zwischen Schweden und Dänemark am 14. September des Jahres in Stockholm berufen wurde.
Nachdem Beinlich zunächst das Länderspiel zwischen Kroatien und Ungarn am 14. Juni 1942 pfeifen sollte, wurde sein Debüt auf den 7. Juni mit der Leitung des Aufeinandertreffens von Slowakei und Kroatien verschoben. Das Duell blieb sein einziger entsprechender internationaler Einsatz, wenngleich das Fachamt Fußball im November 1942 ihn neben Fritz Bouillon, Helmut Fink, Adolf Miesz, Albert Multer, Alois Pennig, Wilhelm Raspel, Adolf Reinhardt, Fritz Rühle, Gerhard Schulz und Egon Zacher erneut als einen von zwölf deutschen Schiedsrichter für mögliche Länderspieleinsätze meldete.
Nach Ende des Zweiten Weltkriegs war Beinlich weiters für den ÖFB tätig, dort wurde er 1946 neben Leopold Schwarz und Heinz Kirschner zum Obmann im niederösterreichischen Fußball gewählt.
Seit Mai 1940 war Beinlich verheiratet.